# D'Artacan (singolo)
D'Artacan/D'Artacan (strumentale) è un singolo del gruppo I Tre Moschettieri, alter ego degli Oliver Onions, pubblicato nel 1983.

## Descrizione
Il brano era la sigla dell'anime D'Artacan e i tre moschettieri, scritto da Cesare De Natale, su musica e arrangiamento di Guido De Angelis e Maurizio De Angelis e interpretato dalla piccola Benedetta.
La base musicale, originariamente composta per la versione spagnola D'Artacan y los tres mosqueperros (1982), fu utilizzata anche per la versione portoghese D'Artacão e os tres moscãoteiros (1983), per quella francese Un pour tous, tous pour un (1983), per quella inglese The Three Muskehounds (1985), per quella tedesca "Die drei Musketiere" e per molte altre versioni estere. Sul lato B è incisa la versione strumentale.
La sigla è stata inserita all'interno della compilation Tivulandia successi n. 5 e in diverse raccolte.
È stato ristampato nel 2020.

## Tracce
Lato A
Testi e musiche di Cesare De Natale-Guido De Angelis-Maurizio De Angelis.
1. D'Artacan

Lato B
1. D'Artacan (strumentale)